# Aarhus (municipio)
El municipio de Aarhus o Århus (en danés Aarhus Kommune), es un municipio en la costa oriental de la península de Jutlandia en la parte central de Dinamarca. El municipio abarca una superficie de 468,87 km² y tiene una población total de 314.545 habitantes (2012). Su alcalde es Nicolai Wammen, un miembro de los Socialdemócratas (Socialdemokraterne).
La ciudad principal y sede del ayuntamiento es la ciudad de Aarhus.
Los municipios vecinos son Syddjurs al norte, Favrskov al noroeste, Skanderborg al suroeste y Odder al sur.
El anterior municipio de Aarhus no se fusionó con otros municipios en la reforma municipal de 2007, debido a su gran población.

## La ciudad de Aarhus
La ciudad de Aarhus es la segunda más grande Dinamarca, el puerto principal de la costa este de Jutlandia, y la sede del segundo mayor obispado de Dinamarca. Hasta el 31 de diciembre de 2006, era la capital del ahora abolido Condado de Aarhus.

## Localidades
| Localidades más pobladas del municipio |           |                  |
| Nº                                     | Localidad | Población (2012) |
| 1                                      | Aarhus    | 252.213          |
| 2                                      | Lystrup   | 10.380           |
| 3                                      | Løgten    | 6.687            |
| 4                                      | Mårslet   | 4.530            |
| 5                                      | Beder     | 4.372            |
| 8                                      | Malling   | 3.694            |
| 7                                      | Harlev    | 3.648            |
| 9                                      | Solbjerg  | 3.270            |
| 10                                     | Hjortshøj | 2.982            |
| 11                                     | Trige     | 2.748            |